# Albero n-ario
In informatica un albero n-ario è un albero i cui nodi hanno, al più, grado n; per albero si intende un grafo non orientato, connesso ed aciclico.
È una struttura dati ampiamente utilizzata in campo informatico.
Come da caratteri comuni degli alberi, esso ha un nodo chiamato radice (o root), che può avere un numero di figli in numero pari o inferiore all'arietà dell'albero. I nodi senza figli vengono detti foglie e tutti gli altri sono chiamati nodi interni. Gli n nodi figli dello stesso genitore vengono chiamati fratelli.

Una sequenza di nodi e rami tali che ciascun nodo (tranne l'ultimo) sia padre del successivo si chiama cammino.
Il numero di archi (o rami) coinvolti in un cammino è detta lunghezza del cammino.
In generale, un cammino con K nodi ha K-1 archi, ossia ha lunghezza K-1.
La lunghezza del più lungo cammino da un nodo ad una foglia si chiama altezza del nodo; tutte le foglie hanno infatti altezza 0, e i genitori delle foglie, altezza 1.

Se T è un albero e X è un suo nodo, l'insieme dei nodi di T contenente X e tutti i suoi discendenti si chiama sotto-albero di T. X è detta radice del sotto-albero.

## Implementazione degli alberi n-ari
Tramite l'utilizzo di strutture di programmazione generiche, è possibile dare delle diverse implementazioni agli alberi n-ari. Una delle più diffuse per questa struttura dati, attuabile utilizzando uno dei tanti linguaggi di programmazione, è l'implementazione dinamica primo figlio-fratello, conveniente perché prescinde dal numero di figli che può avere un nodo.
 In questa implementazione ogni nodo ha sempre e solo due riferimenti: 
- al primo figlio (a sinistra)
- al primo fratello (a destra)

A seguire, degli esempi di queste implementazioni.

## Implementazione primo figlio-fratello
Ecco il codice sorgente  Java di una implementazione con visite preorder e postorder:
```
  

class
 
NTreeNode
<
E
>
 
//implementazione nodo albero con tipo generico E

{
 

	
protected
 
NTreeNode
 
firstChild
;
 
//primo figlio

	
protected
 
NTreeNode
 
sibling
;
 
//fratello

	
protected
 
E
 
element
;
 
//elemento del nodo

	
public
 
NTreeNode
()
 
//costruttore

	
{

		
this
(
null
,
null
,
 
null
);

	
}

	
public
 
NTreeNode
(
E
 
element
,
 
NTreeNode
 
firstChild
)

	
{

		
this
(
element
,
 
firstChild
,
null
);

	
}

	
public
 
NTreeNode
(
E
 
element
,
 
NTreeNode
 
firstChild
,
 
NTreeNode
 
sibling
)

	
{

		
this
.
element
=
element
;

		
this
.
firstSon
=
firstChild
;

		
this
.
sibling
=
sibling
;

	
}

	
public
 
String
 
toString
(){

		
return
 
(
String
)
 
element
;

	
}

}

public
 
class
 
NTree
 
//classe pubblica albero

{

	
protected
 
NTreeNode
 
root
;
 
//radice dell'albero

	
protected
 
int
 
size
;
 
//variabile per la grandezza dell'albero

	
public
 
NTree
()
 
//costruttore

	
{

		
root
=
null
;

		
size
=
0
;

	
}

	
public
 
boolean
 
insert
(
NTreeNode
 
parent
,
 
NTreeNode
[]
 
children
)
 
//metodo per l'inserimento

	
{

		
if
(
this
.
search
(
parent
)
 
&&
 
children
.
length
!=
0
)

		
{

			
NTreeNode
 
temp
=
this
.
searchNode
(
parent
);

                        
temp
.
firstChild
 
=
 
children
[
0
]
;

			
for
(
int
 
i
=
1
;
 
i
 
<
 
children
.
length
;
 
i
++
)

				
temp
=
temp
.
sibling
 
=
 
children
[
i
]
;

                        
return
 
true
;

		
}

		
else

			
System
.
out
.
println
(
"Errore, nodo inesistente. Impossibile inserire i nodi dei figli"
);

		
//stampa errore

                
return
 
false
;

	
}

	
public
 
boolean
 
search
(
NTreeNode
 
node
)
 
//metodo per la ricerca di un nodo

	
{

		
NTreeNode
 
p
=
this
.
root
;

		
if
(
p
!=
null
){

			
if
(
p
==
node
)
 
return
 
true
;

			
else

			
{

				
NTreeNode
 
t
=
p
.
firstChild
;

				
while
(
t
!=
null
)

				
{

					
search
(
t
);

					
t
 
=
 
t
.
sibling
;

				
}

			
}

		
}

		
return
 
false
;

	
}

	
public
 
TNodeList
 
searchNode
(
TNodeList
 
node
)

	
{

		
TNodeList
 
p
=
this
.
root
;

		
if
(
p
!=
null
){

			
if
(
p
==
node
)
 
return
 
p
;

			
else

			
{

				
TNodeList
 
t
=
p
.
children
.
head
;

				
while
(
t
!=
null
)

				
{

					
search
(
t
);

					
t
=
t
.
next
;

				
}

			
}

		
}

		
return
 
null
;

	
}

	
public
 
void
 
preorder
(){

		
preorder
(
root
);

	
}

	
public
 
void
 
preorder
(
NTreeNode
 
p
){

		
if
(
p
!=
null
){

			
System
.
out
.
println
(
p
.
toString
());

			
NTreeNode
 
t
=
p
.
firstChild
;

			
while
(
t
!=
null
){

				
preorder
(
t
);

				
t
 
=
 
t
.
sibling
;

			
}

		
}

	
}

	
public
 
void
 
postorder
(){

		
postorder
(
root
);

	
}

	
public
 
void
 
postorder
(
NTreeNode
 
p
){

		
if
(
p
!=
null
){

			
NTreeNode
 
t
=
p
.
firstChild
;

			
while
(
t
!=
null
){

				
postorder
(
t
);

				
t
 
=
 
t
.
sibling
;

			
}

		
System
.
out
.
println
(
p
.
toString
());

	        
}

	
}

}

```

## Implementazione con lista collegata
Di seguito, un'altra implementazione di alberi n-ari molto diffusa, stavolta sfruttando delle liste concatenate. Il linguaggio di programmazione scelto per questa implementazione è il Java.
```
class
 
TNodeList
<
E
>

{

	
public
 
E
 
element
;

	
public
 
TNodeList
 
next
;

	
public
 
LinkedList
 
children
;

	
public
 
TNodeList
(
E
 
element
)

	
{

		
children
=
new
 
LinkedList
();

		
this
.
element
=
element
;

	
}

	
public
 
String
 
toString
()

	
{

		
return
 
(
String
)
this
.
element
;

	
}

}

class
  
LinkedList

{

	
TNodeList
 
head
,
 
tail
;

	
int
 
size
;

	
public
 
LinkedList
(){

		
head
=
tail
=
null
;

		
size
=
0
;

	
}

	
public
 
void
 
addFirst
(
TNodeList
 
node
)

	
{

		
if
(
head
==
null
){

			
head
=
tail
=
node
;

		
}

		
else

		
{

			
node
.
next
=
head
;

			
head
=
node
;

		
}

		
size
++
;

	
}

	
public
 
void
 
addLast
(
TNodeList
 
node
)

	
{

		
if
(
tail
==
null
)

		
{

			
head
=
tail
=
node
;

		
}

		
else

		
{

			
tail
.
next
=
node
;

			
tail
=
node
;

		
}

		
size
++
;

	
}

}

public
 
class
 
NTL

{

	
public
 
TNodeList
 
root
;

	
public
 
int
 
size
;

	
public
 
NTL
(
TNodeList
 
root
)

	
{

		
this
.
root
=
root
;

		
size
=
0
;

	
}

	
public
 
boolean
 
insert
(
TNodeList
[]
 
children
,
 
TNodeList
 
parent
)

	
{

		
if
(
this
.
search
(
parent
))

		
{

			
TNodeList
 
tmp
=
this
.
searchNode
(
parent
);
 

			
if
(
children
.
length
!=
0
)

			
{

				
for
(
int
 
i
=
0
;
 
i
<
children
.
length
;
 
i
++
)

				
{

					
parent
.
children
.
addLast
(
children
[
i
]
);

				
}

				
return
 
true
;

			
}

			
else
 

			
{

				
System
.
out
.
println
(
"Nessun figlio da inserire"
);

				
return
 
false
;

			
}

		
}

		
System
.
out
.
println
(
"Nodo genitore inesistente"
);

		
return
 
false
;

	
}

	
public
 
boolean
 
search
(
TNodeList
 
node
)

	
{

		
if
(
size
!=
0
)

		
{

			
TNodeList
 
p
=
this
.
root
;

			
if
(
p
!=
null
)

			
{

				
if
(
p
==
node
)
 
return
 
true
;

				
else

				
{

					
TNodeList
 
t
 
=
 
p
.
children
.
head
;

					
while
(
t
!=
null
)

					
{

						
search
(
t
);

						
t
=
t
.
next
;

					
}

				
}

			
}

		
}

		
return
 
false
;

	
}

	
public
 
TNodeList
 
searchNode
(
TNodeList
 
node
)

	
{

		
TNodeList
 
p
=
this
.
root
;

		
if
(
p
!=
null
){

			
if
(
p
==
node
)
 
return
 
p
;

			
else

			
{

				
TNodeList
 
t
 
=
 
p
.
children
.
head
;

				
while
(
t
!=
null
)

				
{

					
search
(
t
);

					
t
=
t
.
next
;

				
}

			
}

		
}

		
return
 
null
;

	
}

        
public
 
void
 
preorder
(){

		
preorder
(
root
);

	
}

	
public
 
void
 
preorder
(
TNodeList
 
p
){

		
if
(
p
!=
null
){

			
System
.
out
.
println
(
p
.
toString
());

			
TNodeList
 
t
 
=
 
p
.
children
.
head
;

			
while
(
t
!=
null
){

				
preorder
(
t
);

				
t
=
t
.
next
;

			
}

		
}

	
}

	
public
 
void
 
postorder
(){

		
postorder
(
root
);

	
}

	
public
 
void
 
postorder
(
TNodeList
 
p
){

		
if
(
p
!=
null
){

			
TNodeList
 
t
 
=
 
p
.
children
.
head
;

			
while
(
t
!=
null
){

				
postorder
(
t
);

				
t
=
t
.
next
;

			
}

		
System
.
out
.
println
(
p
.
toString
());

	        
}

}

```